# Рог-Рівер (річка, Орегон)
Рог-Рівер (англ. rogue River) — річка в південно-західному Орегоні.
Рог-Рівер бере початок на висоті понад 1600 метрів над рівнем моря на схилі Каскадних гір, після чого тече на захід по долині Рог, пересікаючи території трьох округів штату Орегон (Джексон, Джозефін і Каррі), впадаючи в Тихий океан.
Описана відомим американським письменником Джеком Лондоном у оповіданні «Місячна Долина».
Також американські фахівці виявили в районі річки Рог, незвичайний гриб, зростаючий не на землі, як всі інші, а у воді. Дотепер науці були невідомі капелюшні гриби, що живуть під водою. Новий вид, що отримав назву Psathyrella aquatic, досягає 10 см у висоту, ширина його капелюшка становить 2 сантиметри.
На річці розташовано місто Рог-Рівер, назване в її честь. У долині річки розвинено сільське господарство. Так само популярні туризм та рафтинг.

## Галерея

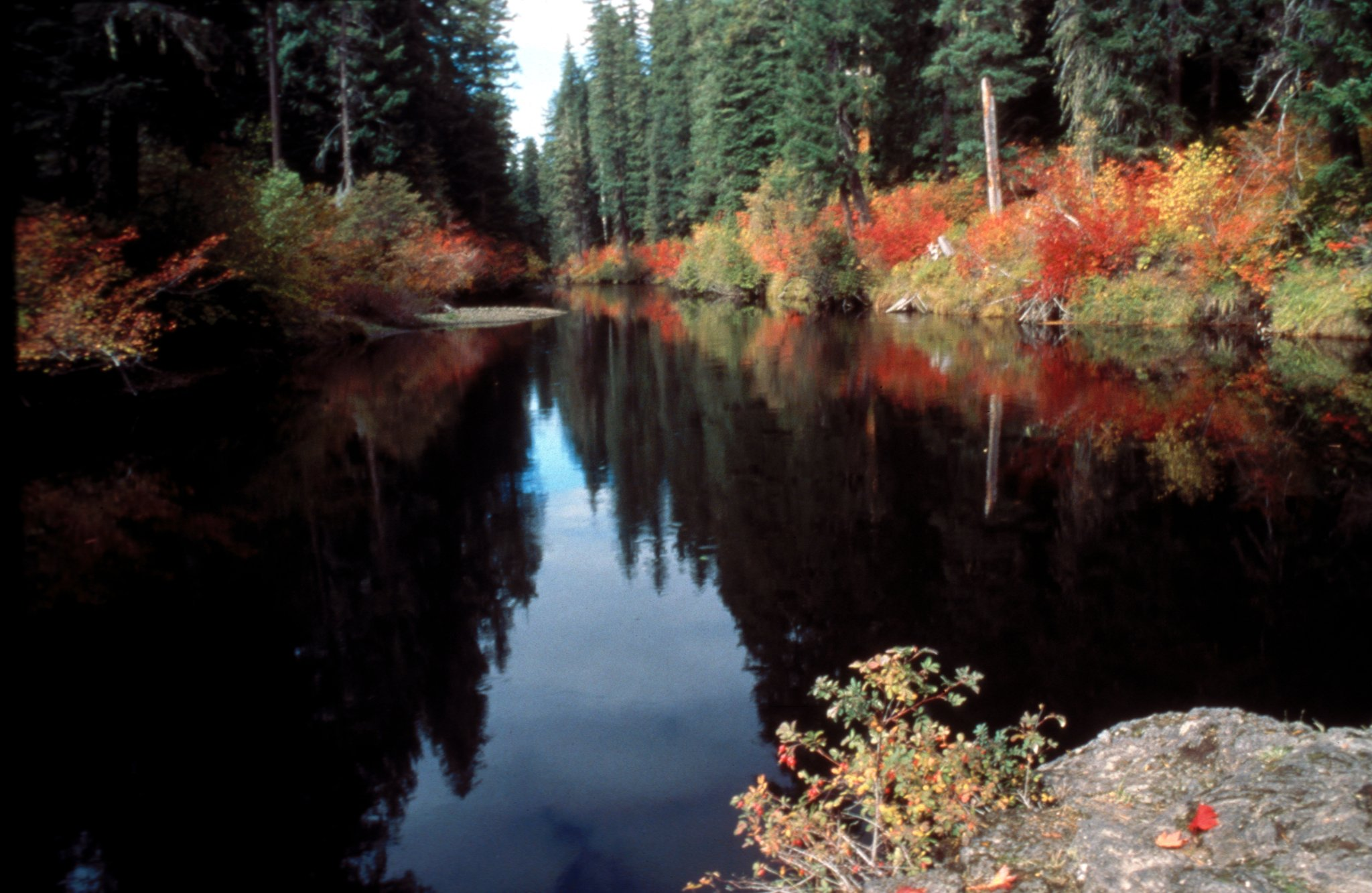
Річка
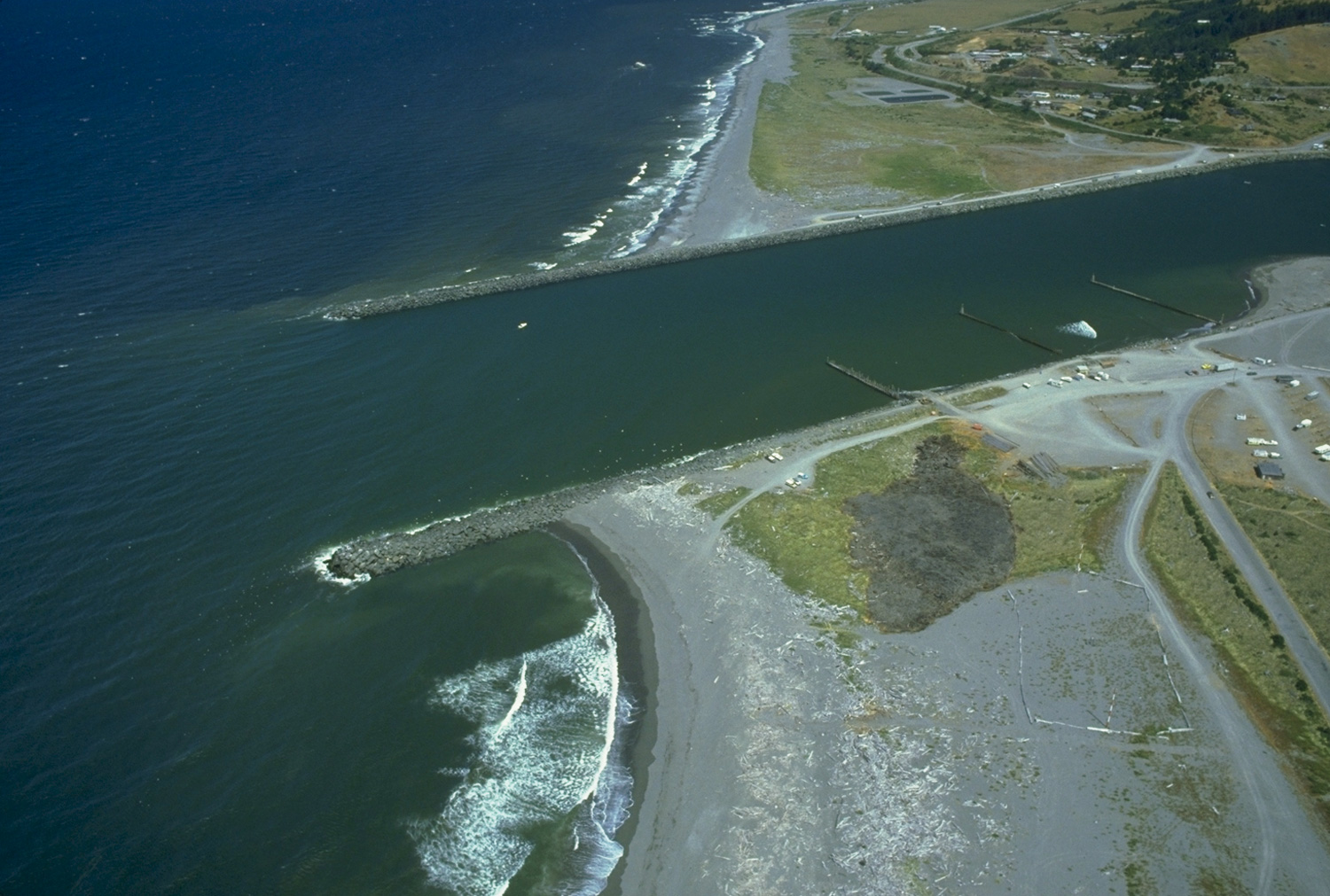
Гирло річки